# کتاب‌الحیوان
کتاب الحیوان به مجموعه‌ای کارهای علمی گردآوری شده در یک کتاب با این نام در سده‌های میانی و دوران طلایی اسلام گفته می‌شود. از جمله مهم‌ترین بخش‌های این مجموعه، ترجمه‌ای عربی از مقاله گوناگون از کارهای جانورشناسانه ارسطو است.
بخش مربوط به کارهای ارسطو به مترجمی با نام یحیی بن آل بطریق نسبت داده شده است و در مجموع ۱۹ مقاله را در بر می‌گیرد:
- تاریخ جانوران که ۱۰ مقاله نخست را شامل می‌شود، اما به نظر می‌رسد نوشتار دهم برای ارسطو نباشد.
- اعضای جانوران، شامل مقالات ۱۱ تا ۱۴
- تولد جانوران، شامل مقلات ۱۵ تا ۱۹

کتاب الحیوان در غرب توسط مایکل اسکات بازگردانی شد و منبعی برای چندین دانشگاه اروپایی تا سده ۱۵ میلادی شد. اگرچه گیوم دمربک تا ۱۲۶۰ میلادی اقدام به برگردان مستقیم از یونانی باستان کرده بود.
جاحظ (سده ۹ میلادی) در کتاب الحیوان خود، هفت مقاله را به شکل شعرگونه درآورد. در این اثر، بیش از ۳۵۰ گونه زیستی معرفی شده‌اند جاحظ بر اهمیت محیط زیست تأکید می‌کند، قوانینی که بر آن حاکم هستند را بیان، و شکلی از نگرهٔ انتخاب طبیعی را مطرح می‌کند. او همچنین به زنجیره‌های غذایی اشاره می‌کند. اگرچه از سوی خطیب بغدادی (سده ۱۰ میلادی) به او اتهام تقلب زده می‌شود، ولی بسیاری از ایده‌های جاحظ به کلی نو و بدیع به نظر می‌رسند.